# Ézsaiás (keresztnév)
Az Ézsaiás héber eredetű férfinév, jelentése: Jahve szabadulás. Eredeti héber formája ישעיהו Jesájáhú. Az Ézsaiás a középkori magyar névalak. A protestáns bibliafordítások a mai napig megőrizték ezt a középkori alakot. A katolikus alakváltozat (a Biblia latin fordítása, a Vulgata szerinti Isaias alakból): Izajás.

## Rokon nevek
- Izaiás:[1] az Ézsaiás alakváltozata.[5]

## Gyakorisága
Az 1990-es években az Ézsaiás és az Izaiás szórványos név, a 2000-es években nem szerepelnek a 100 leggyakoribb férfinév között.

## Névnapok
Ézsaiás, Izaiás
- július 6.[2]

## Idegen nyelvű változatai
- angol: Isaiah
- cseh, szlovák: Izajáš
- dán: Esajas
- holland, svéd: Esaias, Jesaja
- finn, német, norvég: Jesaja
- francia: Isaïe
- görög: Ησαΐας, Észajász
- horvát: Izaija
- latin: Isaias
- lengyel: Izajasz
- német: Jesaja
- olasz, román: Isaia
- orosz: Исай, Iszaj (nyugat-európai átírással Issai), Исаия Iszaja
- portugál, spanyol: Isaías
- ukrán: Ісай, Ісая Iszaj, Iszaja

## Híres Ézsaiások, Izaiások
- Ézsaiás próféta (Kr. e. 8. század)

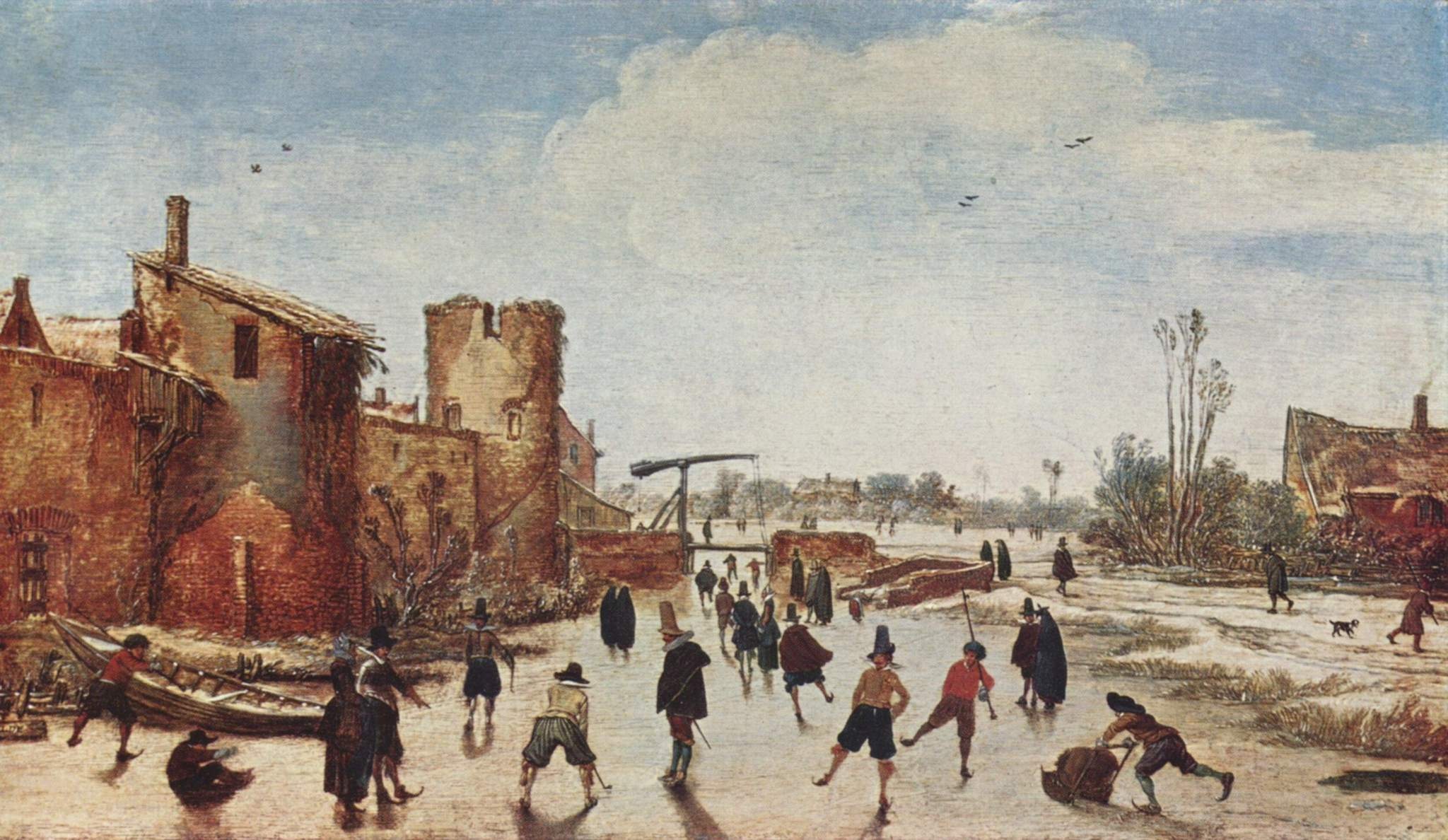
Esaias van de Velde: Téli táj korcsolyázókkal (1618)

- Budai Ézsaiás (1766–1841) teológus, református püspök
- Isaiah Berlin, (1909–1997) brit filozófus
- Issai Schur (1875–1941) német matematikus
- Esaias Tegnér (1782–1846) svéd költő
- Esaias van de Velde (1587-1630) holland festő